# Begijnhofkerk (Malinas)

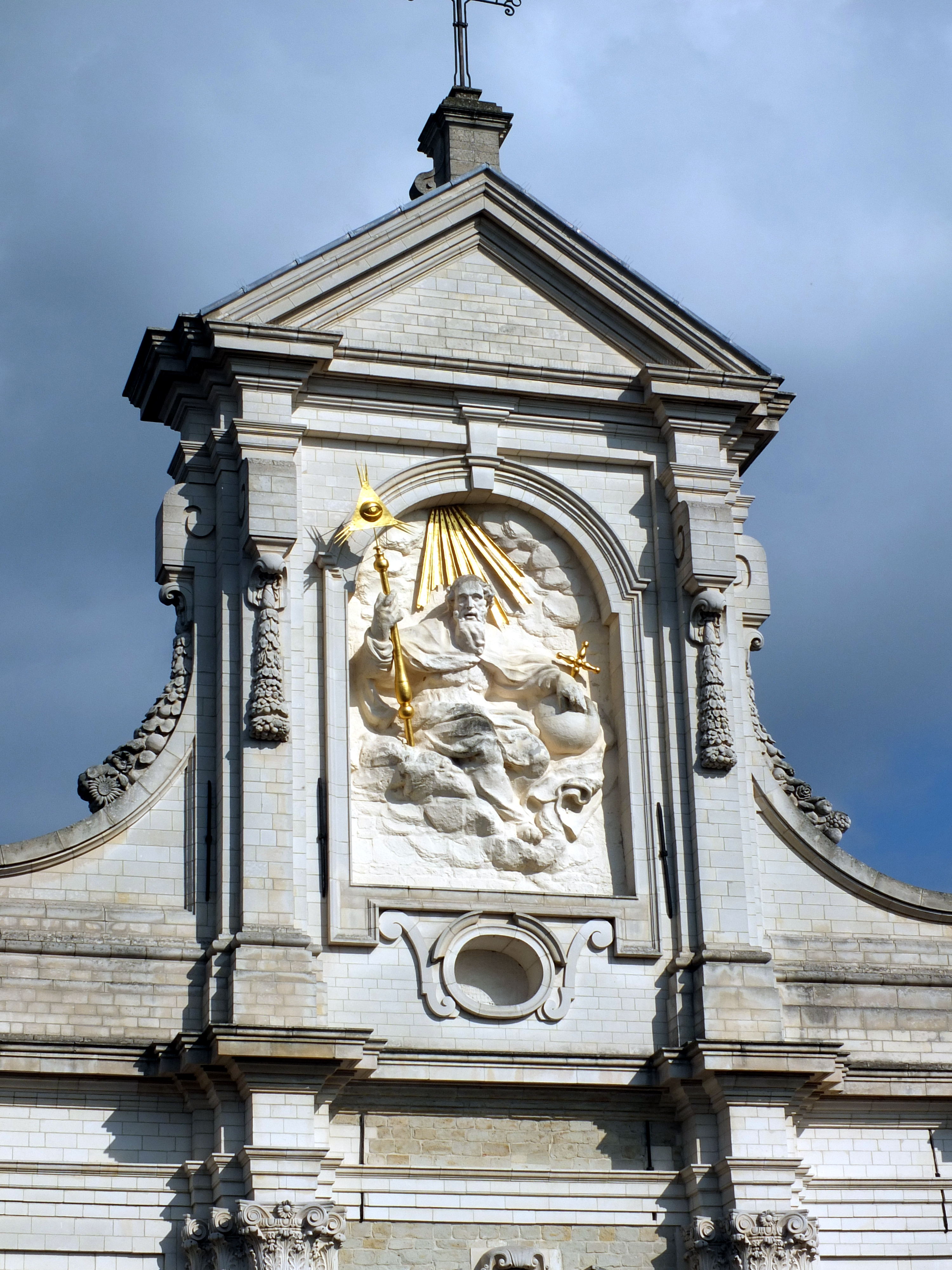
Iglesia del beaterio

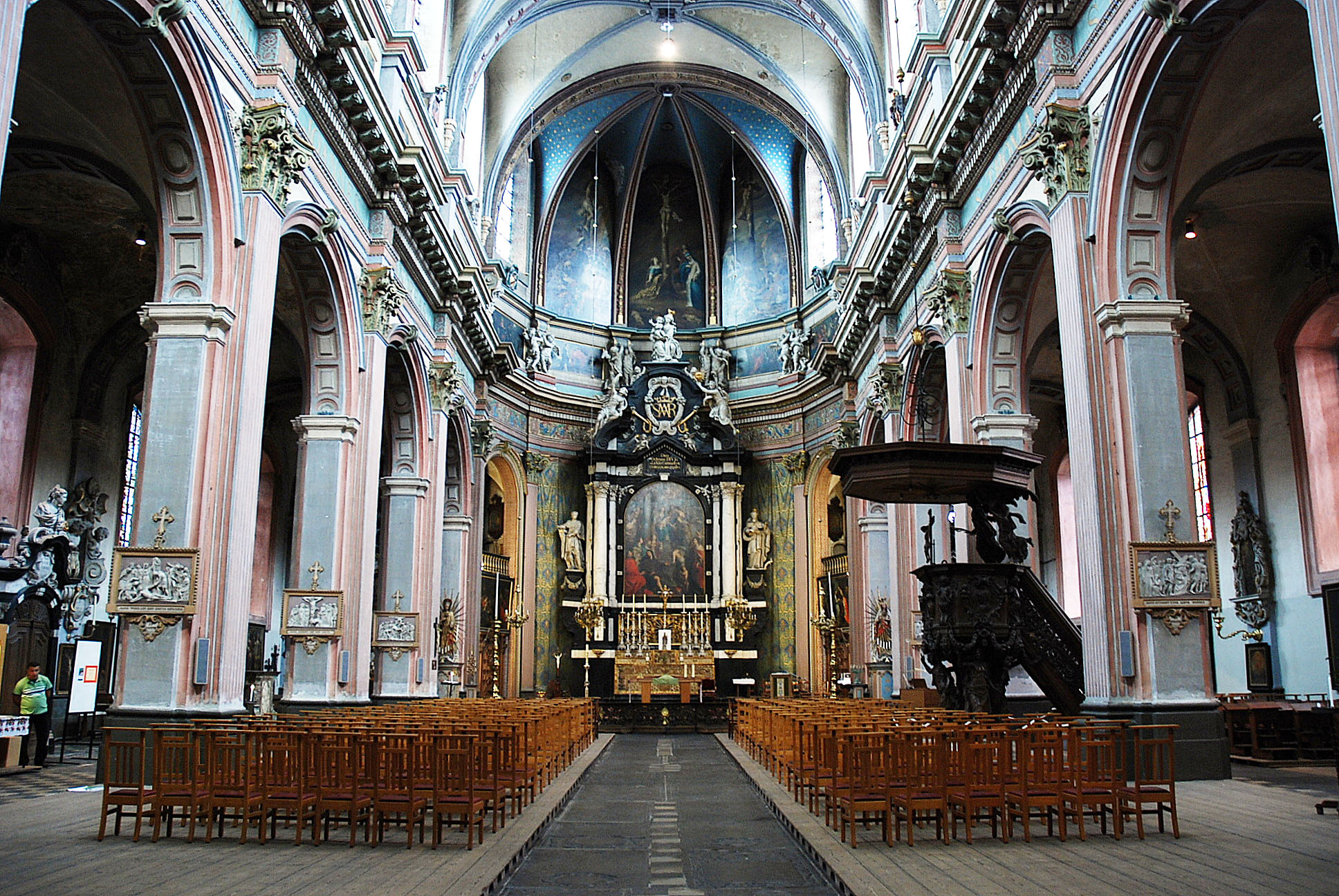
Interior de la Iglesia del Beaterio

La Begijnhofkerk es una iglesia que forma parte del beaterio de la ciudad belga de Malinas.
Dedicada a Alejo de Edesa y Catalina de Alejandría, reemplazó a una iglesia provisional consagrada en 1596.

## Historia
Las beguinas se asentaron en tierras que les donaron los alexianos después de que residieran originalmente cerca de la actual Begijnenstraat en el siglo XIII. Después de 1259 se mudaron fuera de las murallas de la ciudad en el triángulo entre Oscar van Kesbeeckstraat-Afleidingsdijle-Maurits Sabbestraat. Después de la agitación religiosa en el siglo XVI, regresaron dentro de las murallas de la ciudad, primero en las cercanías de Keizerstraat, luego gradualmente tomaron el vecindario de la actual Nonnenstraat como su residencia permanente.
Pieter Huyssens, un ingeniero jesuita, realizó una serie de dibujos en 1629 para la excavación de sus cimientos Posteriormente, se menciona el nombre de Jacob Franquart, arquitecto de la corte de Bruselas. La estructura se terminó en 1637. Posteriormente se realizó la fachada y el interior.
Lo más probable es que Lucas Faydherbe no participase en su construcción. Continuó trabajando en el interior después de que Francart tuviera que abandonar en 1645 por motivos de salud. Se le atribuye el relieve Dios Padre (1646-1647) en el hastial (ver foto).
Como tantos otros edificios eclesiásticos, este fue vendido por los revolucionarios franceses, pero volvió a las beguinas en 1804.
Estuvo abandonado durante décadas. En el 2008 es una popular zona residencial.
La fachada, que fue parcialmente restaurada a principios del siglo XXI, consta de tres plantas. Los pisos inferiores están formados por semicolumnas corintias y dóricas, coronadas por un hastial con volutas . Es un ejemplo de arquitectura barroca.

## Interior
Italia fue la fuente de inspiración para la arquitectura del interior. Prueba de ello son los arcos de medio punto sobre pilares que separan las naves. La pintura en azul claro, rosa, turquesa y beige es de principios del siglo XX. El suelo de madera blanca lijada. El coro se ha mantenido deliberadamente poco profundo para acercar el altar a los fieles, en el espíritu de la Contrarreforma.
El interior estaba decorado con esculturas y con una cincuentena de pinturas del siglo XVII. La mayoría de estas pinturas se han conservado. Algunos de ellos muestran fragmentos de la vida de santos que fueron populares entre las beguinas, como Alexius y Catharina, pero también Damianus y Begga, debido a su forma de vida pura . Las beguinas encargaron sus cuadros a los pintores más conocidos del sur de los Países Bajos del siglo XVII, como Jan Cossiers y Theodoor Boeyermans.
Las obras del coro sobre el altar que representan a Nuestra Señora, Alexius y Catharina son de Jan Van Der Steen . El cuadro La Asunción de María de 1672, detrás del altar, es de Lucas Franchoys el Joven . Las pinturas se cambian regularmente. En la pared trasera de la iglesia cuelgan obras de Quinten Metsijs y Gaspar de Crayer, entre otros.
El púlpito naturalista es una obra anónima de alrededor de 1700. Tres ángeles con antorchas llevan la cabina.

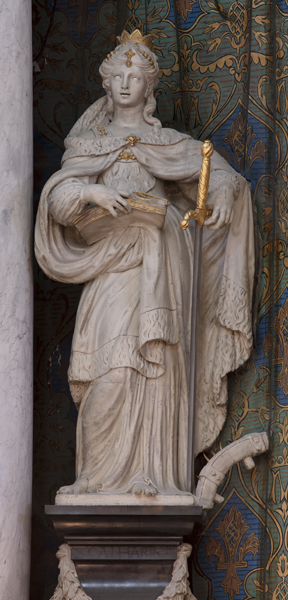
Santa Catalina (por Jan Van den Steen)
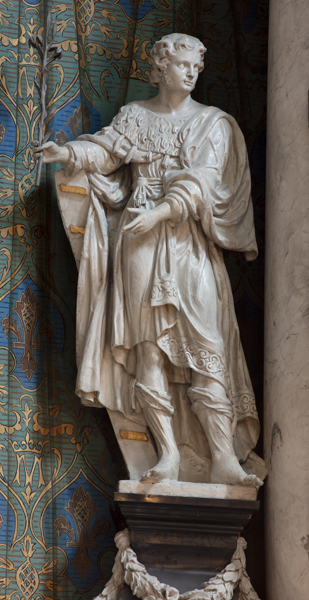
San Alejo de Roma (por Jan Van den Steen)
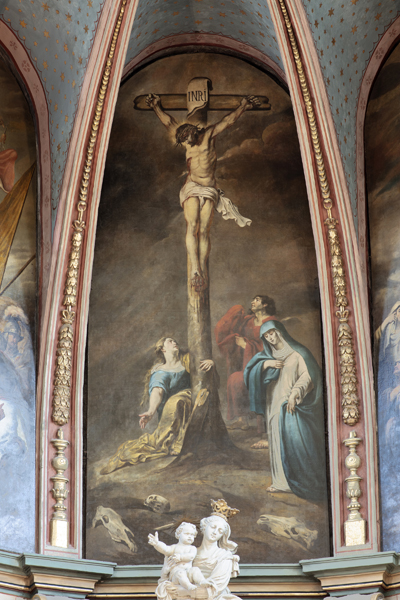
Calavario (por Jan Cossiers)
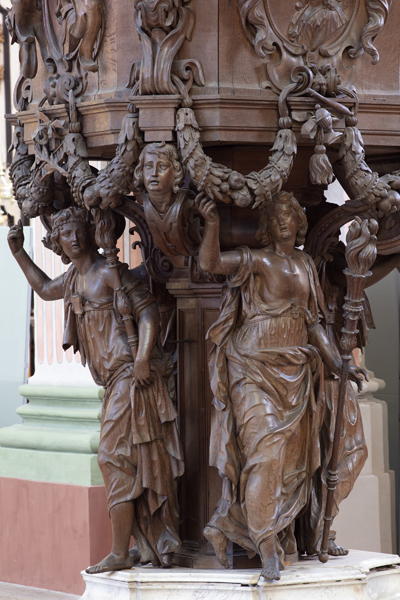
Púlpito
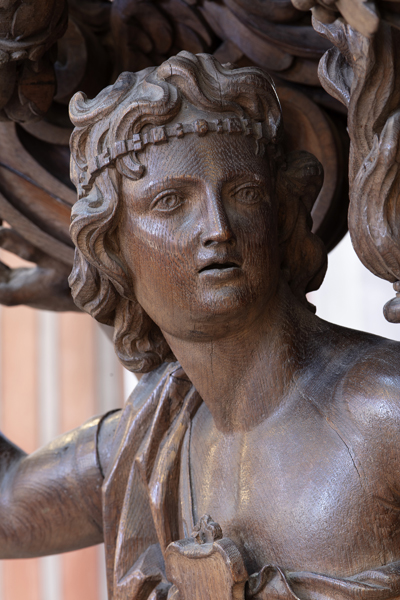
Púlpito (detalle)